# Asterella tenera
Asterella tenera là một loài rêu trong họ Aytoniaceae. Loài này được Mitt. R.M. Schust. mô tả khoa học đầu tiên năm 1963.